# Chae Jung-an
Chae Jung-an (채정안?), all'anagrafe Jang Jung-an (장정안?; Pusan, 21 ottobre 1977) è un'attrice e cantante sudcoreana.

## Biografia
Ha studiato alla Dongguk University di Seul.
Si è sposata nel dicembre 2005 con un responsabile marketing, ma ha divorziato dopo un anno e mezzo.

## Filmografia

### Cinema
- Gimaghin sanaedeul (기막힌 사내들?), regia di Jang Jin (1998)
- Reon too yoo (런투유?), regia di Kang Jung-soo (2003)
- Eomma (엄마?), regia di Koo Sung-joo (2005)
- Sunjeong manhwa (순정만화?), regia di Ryu Jang-ha (2008)
- Appareul bilryeodeuribnida (아빠를 빌려드립니다?), regia di Kim Deok-soo (2014)
- Doo gaeui yeonae (두 개의 연애?), regia di Cho Sung-kyu (2016)

### Televisione
- Namja set yeoja set (남자셋 여자셋?) – serie TV (1996-1999)
- Jjaksirang (짝사랑?) – serie TV (1998)
- Neun ggot (눈꽃?) – serie TV (2000)
- Mina (미나?) – serie TV (2001)
- Jeo pureun chowonwie (저 푸른 초원위에?) – serie TV (2003)
- Naneun dalrinda (나는 달린다?) – serie TV (2003)
- Haesin (해신?) – serie TV (2004-2005)
- Coffee prince 1hojeom (커피 프린스 1호점?) – serie TV (2007)
- Ka-in-gwa Abel (카인과 아벨?) – serie TV (2009)
- Yeolhyeoljangsaggun (열혈장사꾼?) – serie TV (2009)
- Yukjunui yeowang (역전의 여왕?) – serie TV (2010-2011)
- Dangshinui nuareu (당신의 누아르?), regia di Lee So-yeon – film TV (2013)
- Namjaga saranghal ddae (남자가 사랑할 때?) – serie TV (2013)
- Chongni-wa na (총리와 나?) – serie TV (2013-2014)
- Gaegwachunsun (개과천선?) – serie TV (2014)
- Gooyeochinkeulreob (구여친클럽?) – serie TV (2015)
- Yong-par-i (용팔이?) – serie TV (2015)
- Ttanttara (딴따라?) – serie TV (2016)
- Man to Man (맨투맨?) – serie TV (2017)
- Shoes (슈츠?) – serie TV (2018)
- Legal High (리갈하이?) – serie TV (2019)
- Wolgan jib (월간 집?) – serie TV (2021)
- Dwaeji-ui wang (돼지의 왕?) – serie TV (2021-in corso)
- Family (패밀리) – serie TV (2023)

## Discografia
Album
- 1999 – Mujeong (무정?)
- 2000 – Pyeonji (편지?)
- 2001 – Goddess... Her Fate (goddess... her fate?)

Singoli
- 2008 – TV Love (TV러브?)